# Slag bij Kamp Wildcat
De Slag bij Kamp Wildcat vond plaats op 21 oktober 1861 in Laurel County, Kentucky tijdens de Amerikaanse Burgeroorlog. Deze slag staat ook bekend als de Slag bij Wildcat Mountain of de Slag bij Camp Wild Cat. Deze slag was een Noordelijke overwinning tijdens de operaties in Oostelijk Kentucky.
Brigadegeneraal Felix Zollicoffer had zijn eerste doel bereikt, namelijk het veroveren en vernietigen van een Noordelijke trainingskamp bij Barbourville.
Gealarmeerd door de Zuidelijke invasie stuurde brigadegeneraal George H. Thomas een detachement onder leiding van kolonel Theophilus T. Garrard naar een oversteekplaats bij Rockcastle River. Garrard vertrok met zijn eenheid vanuit Kamp Dick Robinson om nabij de oversteekplaats en Wildcat Mountain een kamp op te richten om de Wilderness Road te beschermen tegen Zollicoffer en zijn troepen. Na verkenning van de vijand stuurde Garrard een boodschap naar generaal Thomas met de melding dat hij ofwel versterkingen nodig had of hij zich genoodzaakt zou zien om zijn positie op te geven. De Zuidelijken telden volgens zijn bevindingen 7 keer meer soldaten dan zijn eenheid. Thomas stuurde brigadegeneraal Albin F. Schoepf zodat de totale troepensterkte voor de Noordelijken nu 7.000 soldaten telde. De Noordelijken wachtten nu af totdat de Zuidelijken langs dit versterkt punt passeerden. Het enige punt om de Zuidelijke opmars vlot te laten verlopen.
In de late namiddag van 20 oktober 1861 vonden de eerste schermutselingen plaats tussen de twee opponenten. De volgende morgen, kort nadat Schoepf arriveerde, stuitten zijn mannen op Zuidelijke eenheden. Er brak onmiddellijk een gevecht uit. De Noordelijken sloegen de herhaalde vijandelijke aanvallen af, deels geholpen door hun aangelegde verdedigingswerken. Na het vallen van de nacht trokken de Zuidelijken zich terug naar de Cumberland Ford.
Schoepf had 4 doden en 18 gewonden te betreuren. Zollicoffer had 11 doden en 42 gewonden en vermisten verloren. De Noordelijken konden de overwinning opeisen.